# Bacchisa fasciata
Bacchisa fasciata es una especie de escarabajo filipino de la familia Cerambycidae. Fue descrito por Schwarzer en 1931. 